# Comté de Narrabri
Le comté de Narrabri (en anglais : Narrabri Shire) est une zone d'administration locale située dans l'État de Nouvelle-Galles du Sud en Australie, dont le siège est Narrabri.

## Géographie
Le comté s'étend sur 13 031 km2 dans la région des North West Slopes au nord-est de la Nouvelle-Galles du Sud. 
Il est arrosé par la Namoi et traversé par la Newell et la Kamilaroi Highway. Il abrite les villes de Narrabri et Wee Waa, ainsi que les localités de Baan Baa, Bellata, Boggabri, Edgeroi, Gwabegar et Pilliga.

## Histoire
Le comté est créé le 1er janvier 1981 par la fusion de la municipalité de Narrabri et du comté de Namoi.

## Démographie
| Année | Population |
| ----- | ---------- |
| 2011  | 12 925     |
| 2016  | 13 084     |
| 2021  | 12 703     |

## Politique et administration
Le conseil comprend neuf membres élus pour quatre ans, qui à leur tour élisent le maire et son adjoint pour deux ans. À la suite des élections du 4 décembre 2021, le conseil est formé d'indépendants.

### Liste des maires
| Période                                  | Période        | Identité        | Étiquette   | Qualité |
| ---------------------------------------- | -------------- | --------------- | ----------- | ------- |
| Les données manquantes sont à compléter. |                |                 |             |         |
| septembre 2016                           | janvier 2022   | Cathy Redding   |             |         |
| 11 janvier 2022                          | septembre 2023 | Ron Campbell    |             |         |
| 27 septembre 2023                        | en cours       | Darrell Tiemens | Indépendant |         |

La zone est rattachée à la circonscription de Parkes pour les élections fédérales et à celle de Barwon pour les élections à l'Assemblée législative de Nouvelle-Galles du Sud.